# Hinricus Kleie
Hinricus Kleie (Geburts- und Sterbedaten unbekannt) war ein katholischer Pfarrer in Kirchrode im 15. und 16. Jahrhundert.

## Leben
Hinricus Kleie amtierte von 1575 bis 1634, also auch in der Zeit des Dreißigjährigen Krieges, in Bemerode. Er war Pfarrer an der Jakobikirche zu Kirchrode. Das Patronat über die Kirche hatte seinerzeit das bei Hildesheim gelegene Kloster Marienrode. Für dieses führte er ein Lagerbuch.

## Werke
Das Kloster Marienrode besaß umfangreichen Landbesitz auf dem Kronsberg bei Bemerode. 1483 beschrieb Hinricus Kleie die im Kirchspiel Kirchrode gelegenen Güter des Klosters in einem Lagerbuch. Dieses Buch bildete durch Jahrhunderte eine Grundlage für die Besitzverhältnisse im Kirchspiel.

## Ehrungen
Der 1966 angelegte Kleieweg erinnert mit seiner Namensgebung an den im Mittelalter in Bemerode amtierenden Pastor.